# Ostrolovský Újezd
Ostrolovský Újezd é uma comuna checa localizada na região da Boêmia do Sul, distrito de České Budějovice.